# 伊井田栄吉
伊井田 栄吉（いいだ えいきち、1956年5月5日 - ）は、日本の実業家。株式会社ワールドホールディングス代表取締役会長兼社長。京都府出身。

## 略歴
- 1975年3月真宗大谷学園大谷高等学校卒業
- 1981年2月三晋産業㈱(現㈱ミクニ)代表取締役
- 1997年2月当社取締役
- 1997年12月当社代表取締役会長
- 1999年5月当社代表取締役社長
- 2001年12月㈱ワールドグリーンスタッフ(現㈱ワールドコンストラクション)代表取締役
- 2003年7月みくに産業㈱(現㈱ミクニ)取締役(現任)
- 2006年12月㈱イーサポート取締役
- 2007年6月当社代表取締役会長兼社長(CEO兼COO)
- 2008年7月九州地理情報㈱代表取締役(現任)
- 2010年2月㈱アドバン代表取締役
- 2010年3月当社代表取締役会長(CEO)
- 2010年4月㈱ワールドレジデンシャル代表取締役(現任)
- 2010年6月ニチモリアルエステート㈱代表取締役(現任)
- 2010年10月㈱アドバン取締役(現任)
- 2011年4月当社代表取締役会長兼社長執行役員
- 2011年11月㈱ベストITビジネス取締役
- 2011年12月当社代表取締役会長兼社長(現任)
- 2012年1月台湾英特科人力(股)(現台湾英特科(股))董事(現任)
- 2012年2月㈱ワールドアイシティ代表取締役
- 2012年11月DOTインターナショナル㈱(現DOTワールド㈱)代表取締役
- 2012年12月㈱ワールドアイシティ取締役
- 2014年3月㈱ワールドウィステリアホームズ代表取締役(現任)
- 2014年3月㈱ワールドアイシティ代表取締役(現任)
- 2014年7月㈱ワールドインテック代表取締役会長兼社長
- 2014年11月㈱ワールドミクニ取締役
- 2014年12月㈱ベストITビジネス代表取締役(現任)
- 2015年8月㈱大町(現㈱オオマチワールド)代表取締役(現任)
- 2016年3月㈱ワールドミクニ代表取締役(現任)
- 2016年7月日研テクノ㈱取締役(現任)
- 2016年11月㈱ミクニ代表取締役
- 2017年1月豊栄建設㈱代表取締役(現任)
- 2017年2月㈱ファーム代表取締役(現任)
- 2018年2月西肥情報サービス㈱取締役(現任)
- 2018年8月DOTワールド㈱取締役
- 2019年3月DOTワールド㈱代表取締役(現任)
- 2019年7月㈱ワールドインテック代表取締役会長(現任)